# Isole Tanimbar
Le isole Tanimbar (anche Timor Laut) sono un arcipelago situato nella provincia di Maluku, nell'Indonesia orientale. Fanno parte sia delle Piccole Isole della Sonda che delle isole Molucche e, da un punto di vista amministrativo, della Reggenza delle isole Tanimbar.

## Descrizione
Le isole Tanimbar sono un gruppo costituito da 30 isole che si estendono su una superficie complessiva di 5.430 km². Sono localizzate a sud-est delle isole Kai, a sud-ovest delle isole Aru e ad est di Timor e delle Babar. Le isole separano il mar di Banda a nord-ovest dal mar degli Alfuri a sud-est. Si trovano tra la linea di Wallace e quella di Richard Lydekker.
La più grande e centrale delle isole è Yamdena; altre includono Selaru a sud-ovest di Yamdena, Larat e Fordata a nord-est, Maru e Molu a nord, e Seira, Wuliaru, Selu, Wotap e Makasar a ovest. La frase indonesiana timur laut significa "est del mare" o "nord-est".
Yamdena (con 2.981 km² di superficie) in cui si trova la città principale: Saumlaki, situata nella punta meridionale. Approssimativamente sull'arcipelago vivono circa 123.000 persone di cui 64.000 cristiani protestanti, 35.000 cattolici (diocesi di Amboina) e 5.700 musulmani.
Altre isole minori sono Wuliaru (anche Wariaru; che si estende su 220 km²), Selu (230 km²), Larat (515 km²), Selaru (775 km²).

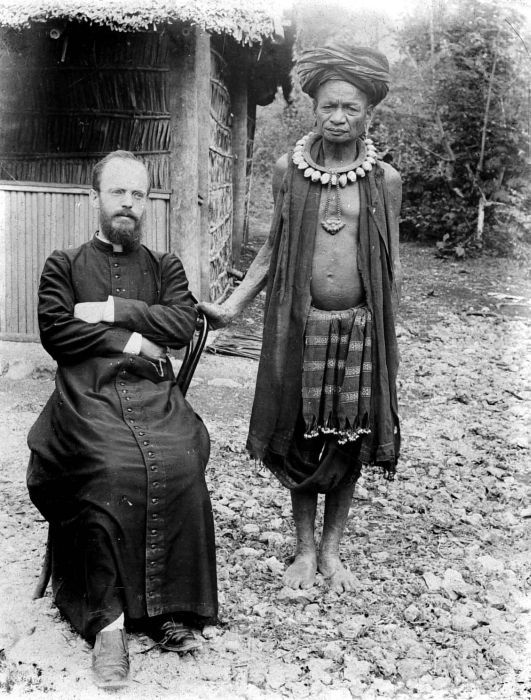
Tropenmuseum, circa 1920.

L'abisso Weber si trova nella parte occidentale del periferico mar di Banda, a nordovest delle Isole Tanimbar, con i suoi 7.440 m di profondità è il punto più profondo dell'Indonesia.

## Storia
Nella storia moderna, le isole Tanimbar (come le vicine isole Aru) furono menzionate nelle mappe portoghesi del XVI secolo di Lázaro Luís (1563), Bartolomeu Velho (c. 1560), Sebastião Lopes (1565), nella mappa delle Indie Orientali del 1594 intitolata Insulæ Moluccæ dal cartografo olandese Petrus Plancius, e nella mappa della Nuova Guinea del 1600 (basata su fonti portoghesi). Le isole Tanimbar furono avvistate e forse visitate da navigatori portoghesi come Martim Afonso de Melo Jusarte intorno al 1522-1525, che viaggiò intorno agli arcipelaghi di Aru (con il riferimento "Qui svernò Martin Afonso de Melo") e Tanimbar, e forse Gomes de Sequeira nel 1526. Occupate dalla Compagnia olandese delle Indie orientali, le isole Tanimbar fecero in seguito parte delle Indie orientali olandesi.
È difficile ricostruire gran parte della storia delle isole a causa della mancanza di documenti indigeni prima del Novecento. Sebbene le isole siano state rivendicate dagli olandesi a metà del 1600, la presenza olandese nelle isole è stata molto limitata fino all'inizio del XX secolo. La chiesa cattolica stabilì una missione permanente nelle isole nel 1910 e poco dopo avvennero le prime conversioni. Alla fine degli anni '30, quando Petrus "Piet" Drabbe stava scrivendo la sua etnografia delle isole, quasi tutti gli abitanti dell'isola erano almeno nominalmente cristianizzati.
Durante la seconda guerra mondiale, i giapponesi occuparono le isole e, subito dopo la fine della guerra, Tanimbar fu annesso al nascente stato indonesiano.

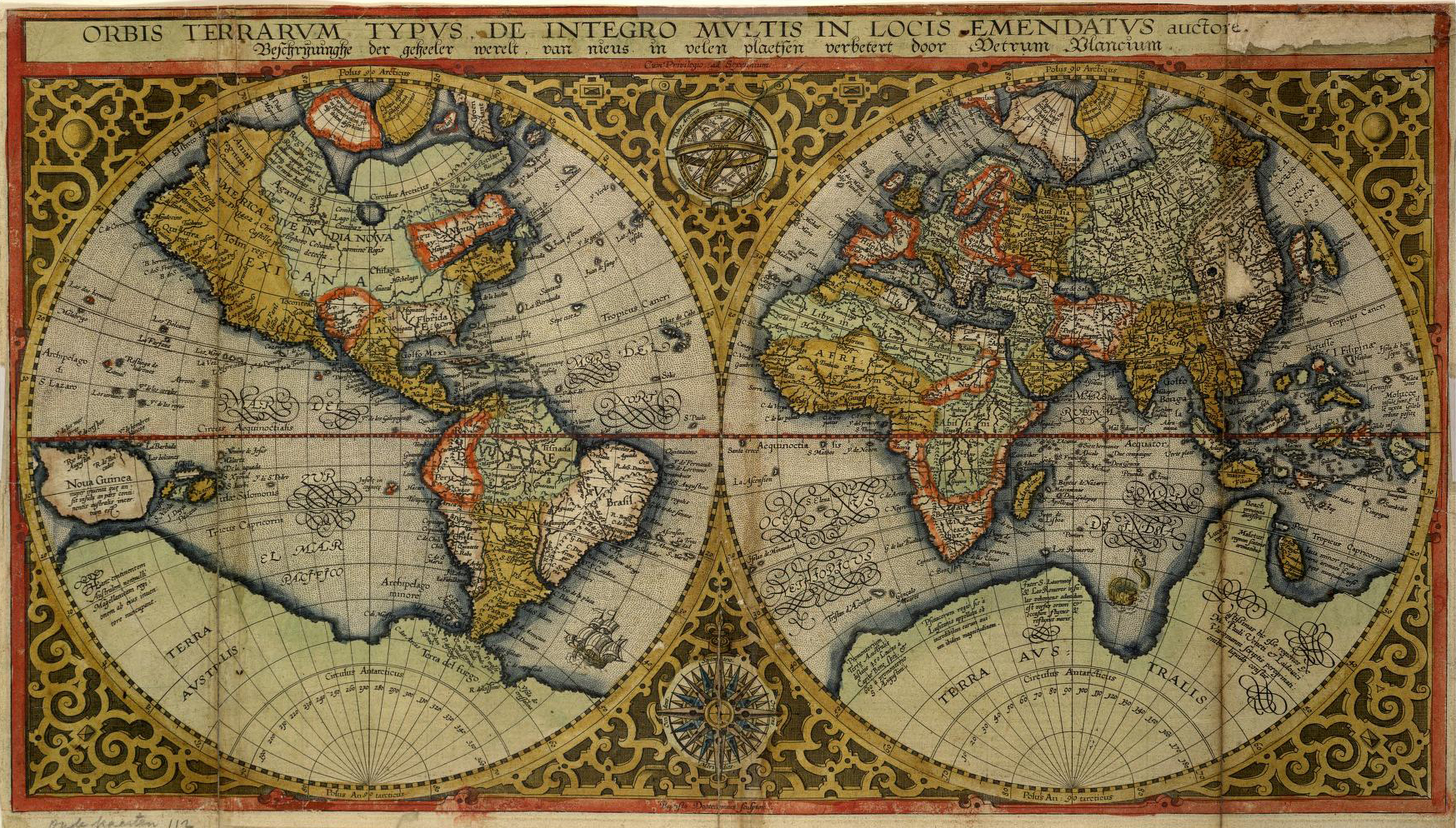
Orbis Terrarum 1590
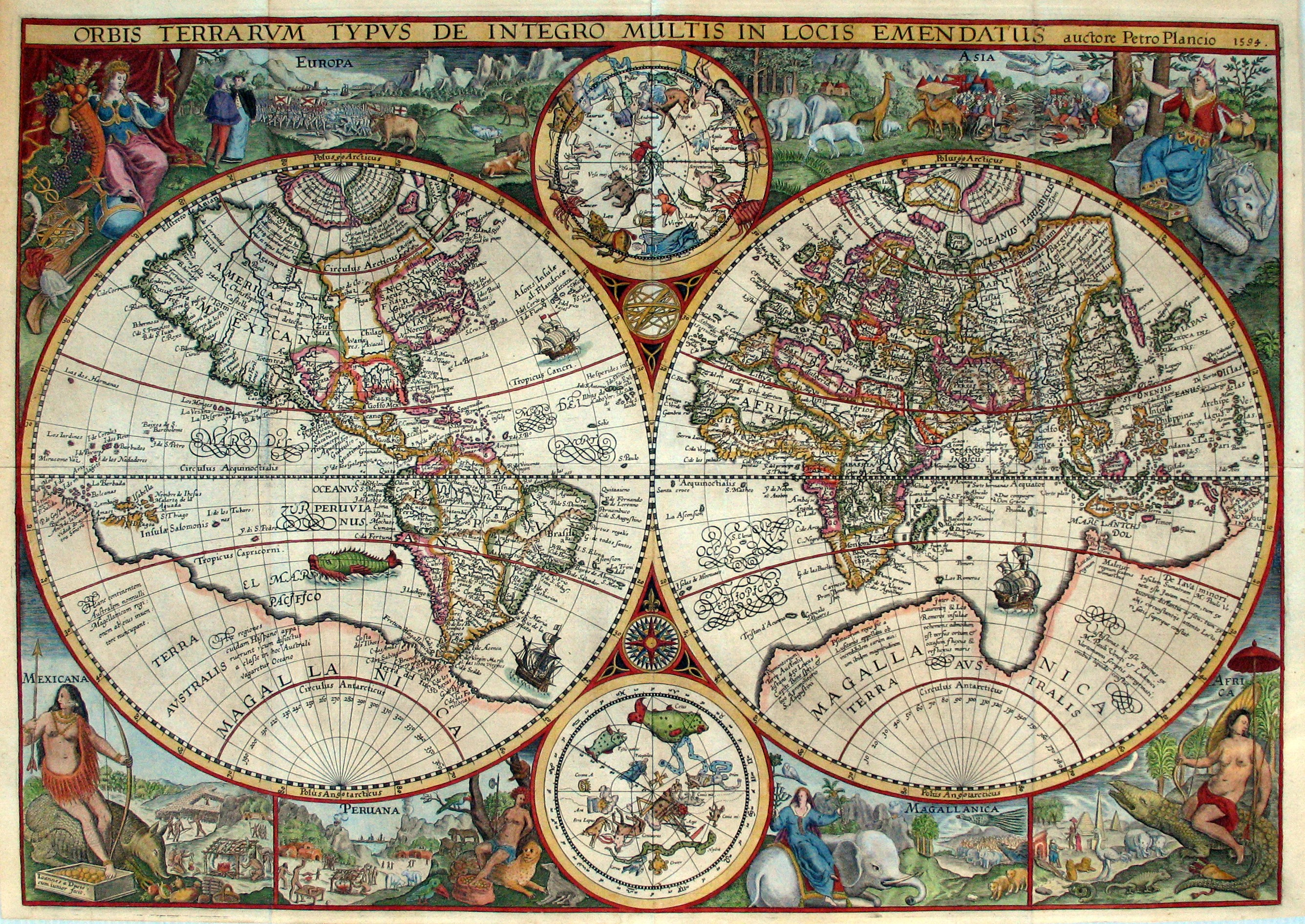
Orbis Terrarum 1594
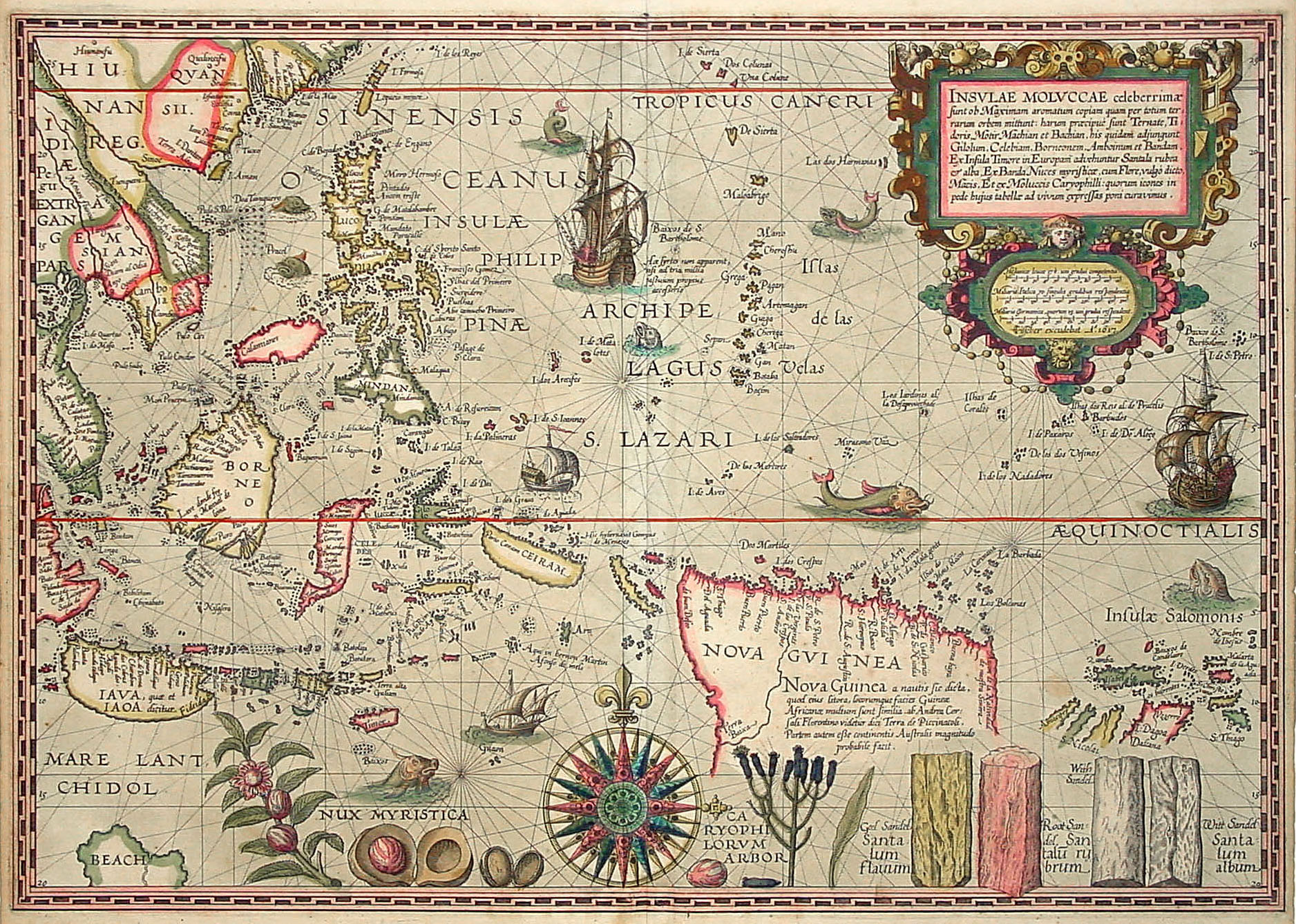
Insulae Moluccae 1592